# Droga wojewódzka 464
Die Droga wojewódzka 464 (DW 464) ist eine neun Kilometer lange Droga wojewódzka (Woiwodschaftsstraße) in der polnischen Woiwodschaft Opole, die Narok mit Chróścice verbindet. Die Strecke liegt im Powiat Opolski.

## Streckenverlauf
Woiwodschaft Opole, Powiat Opolski
-  Narok (Norok) (DW 459)
- Kąty
-  Chróścice (Chrosczütz) (DK 457)